# Bicycle Race
«Bicycle Race» (en español «Carrera de bicicletas») es una canción del grupo británico de rock Queen, escrita por Freddie Mercury y editada en el álbum Jazz, de 1978. Además fue lanzada como sencillo el 13 de octubre de 1978, como el primero del álbum, consiguiendo un considerable éxito.
Para realizar esta canción y el video, Queen realizó una carrera con 65 mujeres desnudas, de las cuales la de una foto de la carrera es la que se aprecia como carátula del sencillo, pero a esta imagen se le dibujó un bikini, al igual que en el vídeo donde se censuraron algunas partes porque se consideraba que mostraban contenido ofensivo y obsceno.
La canción fue realizada como un doble lado A,  junto con otro éxito importante de la banda, «Fat Bottomed Girls».
Durante un concierto en el Madison Square Garden, la banda tuvo varias mujeres en topless sobre el escenario montando bicicletas.
La canción hace mención, a varios iconos de la cultura Pop de los años 1970, incluyendo Star Wars, Watergate, Peter Pan, Frankenstein, Superman, Vietnam entre otras.
La canción está inspirada en el Tour de Francia, ya que mientras la banda se encontraba en una carretera en Francia en los límites con Suiza, el pelotón ciclista paso por sorpresa en el carril contrario al que iba la camioneta de los integrantes.